# Joël Chalude
Joël Chalude, né Zaludkowski le 7 juillet 1952 à Paris, est un comédien-mime français d'origine lituanienne. Il a interprété de nombreux rôles, tant au théâtre qu'au cinéma. metteur en scène, chorégraphe, danseur et vidéaste, il enseigne également le mime et l'art dramatique.

## Biographie
De parents musiciens, une anoxie lui vaut d'être sourd à la naissance. Sa mère, Josette Chalude, a fondé l’Association Nationale de Parents d'Enfants déficients auditifs (ANPEDA), pionnière de la guidance parentale. Bien que parfaitement oralisé, il en a réfuté le dogme de l'intégration à tout prix et, venu tardivement à la langue des signes française - vers la trentaine - il en est devenu un des experts aux côtés d'Yves Delaporte avec lequel il signe précisément un ouvrage sur les signes triviaux (Gros Signes, éditions Fox).
Formé à l'art du mime par Wolfram Mehring et Jacques Lecoq, Joël Chalude a fréquenté l'École Internationale du Mime Marceau dont il est sorti Premier Prix en 1971. De 1977 à 1983, il donne plus de 400 représentations en France, Belgique, Italie, Espagne, Pays-Bas et aux États-Unis, le plus souvent sous l'égide des services diplomatiques français. Éclectique, il est tour à tour danseur, clown, marionnettiste et comédien, avec notamment Les Enfants du silence de Mark Medoff (deux Molière en 1993, 500 représentations de 1992 à 1995), Dis, tu m'écoutes ? de Guy Foissy mis en scène par Jaq Dau et Né... 2 fois !, premier one-man-show bilingue (langue orale/langue des signes) jamais créé dans le monde par un sourd, et dans lequel, à coups d'anecdotes vécues, il décrit le handicap supposé de la surdité... comme une problématique d'entendants[réf. nécessaire].
Professeur de mime à la Schola Cantorum de Paris et à l'Institut national pour la recherche pédagogique (1977-1980), Maitre de Conférences à l'université Paris-V (1990-1991), il crée sa propre compagnie, Symbioses, sur le constat de carences dans le domaine de l'accès des sourds aux pratiques culturelles et artistiques. En la matière, il fait œuvre de pionnier : première université européenne d'été de formation aux techniques d'expression scénique, avec le soutien de la CEE, premier film français en cours d'exploitation sous-titré pour les sourds (Camille Claudel de Bruno Nuytten, avec Isabelle Adjani et Gérard Depardieu), en partenariat avec le Centre national du cinéma et de l'image animée (CNC), les Fondations de France, du Crédit lyonnais et EDF et la Ville d'Argenteuil, premier spectacle de commedia dell'arte interprété par des sourds (Arlequin'Arte). Sans oublier Dis, tu m'écoutes ? (voir plus haut), première création entièrement bilingue interprétée par des sourds.
Joël Chalude est aussi le premier réalisateur sourd dans l'histoire du cinéma à avoir tourné un long-métrage de fiction, Crimes en sourdine, sorti en 2012 et le premier à avoir introduit la langue des signes à la Comédie-Française avec la reprise des Enfants du silence mis en scène par Anne-Marie Étienne.[réf. nécessaire]

## Filmographie
- 1992 : La Parole del Silenzio, de Luciano Rigolini, (Production TSI), prix du Jury 15° Festival International sur l’Art, Montréal
- 1992 : La Nuit miraculeuse, d'Ariane Mnouchkine
- 1993 : L'Étrange Melle Bok, de Michel Petit
- 1998 : Chut !, de Christophe Legendre, 1er prix Festival indépendant de Bruxelles
- 1999 : La Clef des Étoiles, de Pierre-Louis Levacher, Best Short Chicago Institute, 1er prix du Festival indépendant de Bruxelles, prix du Jury au Festival de Saint-Affrique, prix du Jeune Public à Beauvais, Coup de Cœur au Festival Sourds-Métrages Marseille
- 2000 : Pinto, de Joël Chalude avec Jean-Claude Dreyfus et Claude Piéplu, 1er Prix Fondation Thomson
- 2006 : Les Pieds devant, de Luc Meilland
- 2007 : Chapeau de roue, de Tonie Marshall avec Nathalie Baye, Guy Marchand, Édouard Baer
- 2010 :Charlot se marie, de Mathilde Bayle, Prototype d’or et prix du Public Festival Prototype Vidéo (2010)
- 2012 : Crimes en sourdine, de Joël Chalude avec Annie Cordy, Ginette Garcin, Roland Magdane, Bernard Ménez, Patrick Préjean.

### Clip
- 2013 : Parol'n Roll, de Joël Chalude, musique de Pac Crespeau, avec Soli[3]

## Mime
- Mime et Percussions, avec Christian Guyot et François Kokelaere
- Le Mime Joël, musique Vélimir Péric
- Sourding !, avec Marc Delacour, Festival Avignon off

## Théâtre
- 1992 : Les Enfants du silence de Mark Medoff, mise en scène Jean Dalric et Levent Beskardes, théâtre Mouffetard
- 1993-1994 : Les Enfants du silence de Mark Medoff, mise en scène Jean Dalric et Levent Beskardes, théâtre Le Ranelagh, théâtre des Célestins, tournées en France et à l'étranger
- 1996-1999: Dis, tu m’écoutes ? d’après Guy Foissy, mise en scène Jaq Dau, musique Christian Guyot
- 1998 : Tom Sawyer d’après Mark Twain, création collective, Jeune Théâtre National à Montreuil
- 2003 : Sorcière égarée, spectacle bilingue (Français et Langue des signes françaises) pour enfants,
- 2007 : Né… 2 fois ! de Joël Chalude, mise en scène Carole Uzan et Fanny Druilhe, Création théâtre Darius-Milhaud

### Mise en scène
- La Nuit des Exclus, de Joël Chalude, Scène Nationale de Marseille, musique Xavier Le Masne, prix : Mains d’Or de la meilleure mise en scène 2005
- Moi, mon âme, d’après Pessoa et Artaud (2001), de la Compagnie L’œil qui Écoute, musique Elles
- L’Opéra de Lunes, d’Alain Bastien-Thiry (1993), Spectacle son et lumières en Lorraine
- Mimenklatura, de Joël Chalude (1987), musique Maxime Le Forestier

### Danse
- Ballets contemporains Karin Waehner (1971-1972)
- Corps en boîtes, création chorégraphique de Kilina Cremona (2006), sélection Biennale de danse de Lyon 2006
- Et le vaisseau cingla, création chorégraphique de Kilina Cremona (2005)

### Clown
- Arlequinades, de Dorothée Nonn au Cirque d’Hiver-Bouglione – Paris (1989)

### Marionnettes
- Contes à Rebours, de Joël Chalude, Sélection officielle Festival Mondial Charleville-Mézières (1978), prix spécial Jury Festival international Banska-Bystrika (ex-Tchécoslovaquie) (1979)

## Publications
Son livre autobiographique Je suis né deux fois, publié en 2002, retraçant ses souvenirs d'enfance, son adolescence difficile, les débuts de sa carrière et ses rencontres, obtient le Trophée littéraire Autonomic Art en 2005 et le Coup de Cœur FNAC Lyon Part-Dieu en 2003.
Fragment d'identité, Éditions du Fox, 2014, livre numérique reprend cette biographie complété de nouveaux chapitre et animée de nombreuses illustrations.
- Joël Chalude (avec Yves DelaporteCNRS), Gros Signes, éditions 2-AS, 2006  (ISBN 978-29-529348-3-1) , prix de l’Humour Autonomic Art 2006
- Joël Chalude, Je suis né deux fois, éditions Autres Temps, 2002  (ISBN 978-2-86274-568-8) , Coup de Cœur FNAC Lyon Part-Dieu 2003 et Trophée littéraire Autonomic Art 2005
- Joël Chalude, Sortie de secours, éditions Atlas, 1986  (ISBN 978-2-86274-568-8)
- Joêl Chalude, Fragment d'identité, Éditions du Fox, 2014,  (ISBN 978-29-187493-6-3)

## Distinctions
- École Internationale du Mime Marceau – 1er prix (1969-71)
- Grand Prix Festival international de Mime de Paris (1971)
- Grand Prix Festival international de Mime de Brno (1971)
- Lauréat Fondation de la Vocation, promotion Marcel-Pagnol (1973)
- Deaffest 2019 : Meilleur acteur dans Faking a Living de lui-même[4]